# Liriomyza pulchella
Liriomyza pulchella este o specie de muște din genul Liriomyza, familia Agromyzidae, descrisă de Mitsuhiro Sasakawa în anul 1961. Conform Catalogue of Life specia Liriomyza pulchella nu are subspecii cunoscute.